# Bondia
|  | Aquest article tracta sobre el diari. Si cerqueu l disc d'Els Pets, vegeu «Els Pets». |

Bondia és un diari gratuït en català que té dues edicions: una a Andorra i una altra a Lleida ciutat i rodalia. La primera és publicada per l'editorial andorrana fundada per Carles Naudi d'Areny Plandolit La Veu del Poble, mentre que la segona pel grup català Grup 100. En un principi el diari era propietat exclusiva de Grup 100 qui editava dues edicions, una andorrana i l'altra lleidatana. Però recentment els diaris van ser comprats per La Veu del Poble. Aquesta editorial també va comprar l'edició Més Andorra, també possessió d'un altre grup català.
L'edició lleidatana, llençada l'any 2006, es publica de dilluns a divendres (festius exclosos) i té un tiratge diari de 15.000 exemplars. En l'actualitat té 31.000 lectors diaris, cosa que el fa en el segon diari en català més llegit a Lleida, després del Segre.
El grup Bondia també és titular d'una emissora de ràdio local, U-A-1.